# Quercus berberidifolia
Quercus berberidifolia Liebm. – gatunek roślin z rodziny bukowatych (Fagaceae Dumort.). Występuje naturalnie w południowo-zachodnich Stanach Zjednoczonych – w Kalifornii. 

## Morfologia
PokrójCzęściowo lub całkowicie zimozielony krzew dorastający do 1–2 m wysokości. Kora jest łuszcząca się i ma szarą barwę.
LiścieBlaszka liściowa jest dwubarwna i ma kształt od odwrotnie jajowatego do eliptycznego. Mierzy 1,5–3 cm długości oraz 1–2 cm szerokości, jest nieregularnie ząbkowana na brzegu lub niemal całobrzega, ma nasadę od klinowej do uciętej i zaokrąglony lub ostry wierzchołek. Ogonek liściowy jest nagi i ma 2–4 mm długości.
OwoceOrzechy zwane żołędziami o kształcie od jajowatego do elipsoidalnego, dorastają do 15–30 mm długości i 10–20 mm średnicy. Osadzone są pojedynczo w miseczkach o półkulistym kształcie, które mierzą 8–15 mm długości i 15–20 mm średnicy. Orzechy otulone są w miseczkach do połowy ich długości.

## Biologia i ekologia
Rośnie w chaparralu oraz zaroślach. Występuje na wysokości do 1800 m n.p.m.